# Centro Popular de Cultura
Il Centro Popular de Cultura (CPC) è stato un'organizzazione associata all'União Nacional dos Estudantes (Unione Nazionale degli Studenti). È stato creato nel 1962 a Rio de Janeiro, in Brasile e chiuso durante il colpo di stato militare nel 1964.

## Storia
Un gruppo di intellettuali di sinistra, con l'obiettivo di creare e diffondere una "arte popolare rivoluzionaria", aveva riunito artisti di diversi ambiti, come teatro, musica, cinema, letteratura e arti plastiche, per difendere il carattere collettivo e didattico dell'opera d'arte, così come l'impegno politico dell'artista.
I princìpi e gli obiettivi furono definiti nell'Anteprojeto do Manifesto do Centro Popular de Cultura (Bozza del Manifesto del Centro Popolare di Cultura), scritta dal suo primo direttore, il sociologo Carlos Estevam Martins, nel marzo 1962.
Oltre a Carlos Estevam, hanno aderito al progetto il drammaturgo Oduvaldo Viana Filho, il regista Leon Hirszman, il poeta Vinicius De Moraes, il musicista Carlos Lyra, che presto attirarono Edu Lobo, Nara Leão, Ruy Guerra, Sérgio Ricardo e Geraldo Vandré. Nel 1964, poco dopo il colpo di stato militare, il CPC fu chiuso dalle autorità.